# Deep Snow Valley
Deep Snow Valley är en dal i Antarktis. Den ligger i Östantarktis. Nya Zeeland gör anspråk på området.